# Муктар Діакабі
Муктар Діакабі (фр. Mouctar Diakhaby, нар. 19 грудня 1996, Вандом) — гвінейський футболіст, захисник клубу «Валенсія» і збірної Гвінеї з футболу.
Виступав, зокрема, за клуб «Ліон», а також молодіжну збірну Франції.

## Клубна кар'єра
Народився 19 грудня 1996 року в місті Вандом. Вихованець клубу «Верту», також навчався в академіях «Нанта», «Ліона». В останньому клубі залишився продовжувати кар'єру. З 2014 року виступав за другу команду. Провів 52 зустрічі, був основним гравцем. Незважаючи на позицію захисника, зумів забити 10 м'ячів.
10 вересня 2016 року дебютував у Лізі 1 поєдинком проти «Бордо», вийшовши в основному складі і провівши на полі весь матч.
Влітку 2018 року Муктар Діакабі за 15 мільйнів євро перейшов до «Валенсії». Станом на 18 січея 2022-го відіграв за команду в чемпіонаті Іспанії 85 матчів.

## Виступи за збірні
2014 року дебютував у складі юнацької збірної Франції, взяв участь в 11 іграх на юнацькому рівні, відзначившись одним забитим голом. 2015 року у складі збірної до 19 років став півфіналістом юнацького чемпіонату Європи у Греції, забивши гол у груповому етапі проти господарів турніру.
З 2015 року залучався до складу молодіжної збірної Франції і з командою до 20 років став фіналістом Турніру в Тулоні у 2016 році.
У 2022 році прийняв запрошення виступати за збірну Гвінеї, оскільки мав гвінейське коріння. Дебютував за національну збірну 6 травня 2022 року у матчі кваліфікації до Кубку африканських націй 2023 проти збірної Єгипту. Діакабі вийшов на поле у стартовому складі й провів повний матч.

## Статистика виступів

### Статистика клубних виступів
| Сезон             | Команда           | Чемпіонат         | Чемпіонат | Чемпіонат | Національний кубок | Національний кубок | Національний кубок | Континентальні кубки | Континентальні кубки | Континентальні кубки | Інші змагання | Інші змагання | Інші змагання | Усього | Усього |
| Сезон             | Команда           | Ліга              | Ігор      | Голів     | Ліга               | Ігор               | Голів              | Ліга                 | Ігор                 | Голів                | Ліга          | Ігор          | Голів         | Ігор   | Голів  |
| ----------------- | ----------------- | ----------------- | --------- | --------- | ------------------ | ------------------ | ------------------ | -------------------- | -------------------- | -------------------- | ------------- | ------------- | ------------- | ------ | ------ |
| 2016–17           | «Ліон»            | Л1                | 22        | 1         | КФ+КЛ              | 1+0                | 1+0                | ЛЧ+ЛЄ                | 3+8                  | 0+3                  | -             | -             | -             | 34     | 5      |
| 2017–18           | «Ліон»            | Л1                | 8         | 1         | КФ+КЛ              | 0+0                | 0                  | ЛЄ                   | 3                    | 1                    | -             | -             | -             | 11     | 2      |
| Усього за кар'єру | Усього за кар'єру | Усього за кар'єру | 30        | 2         |                    | 1                  | 1                  |                      | 11                   | 3                    |               | -             | -             | 45     | 7      |

## Титули і досягнення
- Володар Кубка Іспанії (1):

Валенсія: 2018-19